# Pablo Ganet
Pablo Ganet Comitre (Málaga, 4 de novembro de 1994) é um futebolista profissional guinéu-equatoriano que atua como meia.

## Carreira
Em clubes, jogou quase toda a carreira nas divisões de acesso da Espanha, tendo passado por Málaga B, Sanse, Arroyo, Algeciras (2 passagens), San Roque de Lepe e Real Murcia.
Fora de seu país de origem, defendeu Ittihad Tanger (Marrocos), Kazma (Kuwait) e Saham (Omã).

## Carreira internacional
Pablo Ganet representou o elenco da Seleção Guinéu-Equatoriana de Futebol em 2 edições da Copa das Nações Africanas, em 2015 e 2021.

## Títulos
Ittihad Tanger
- Campeonato Marroquino: 2017–18